# Novembre 1796

## Événements

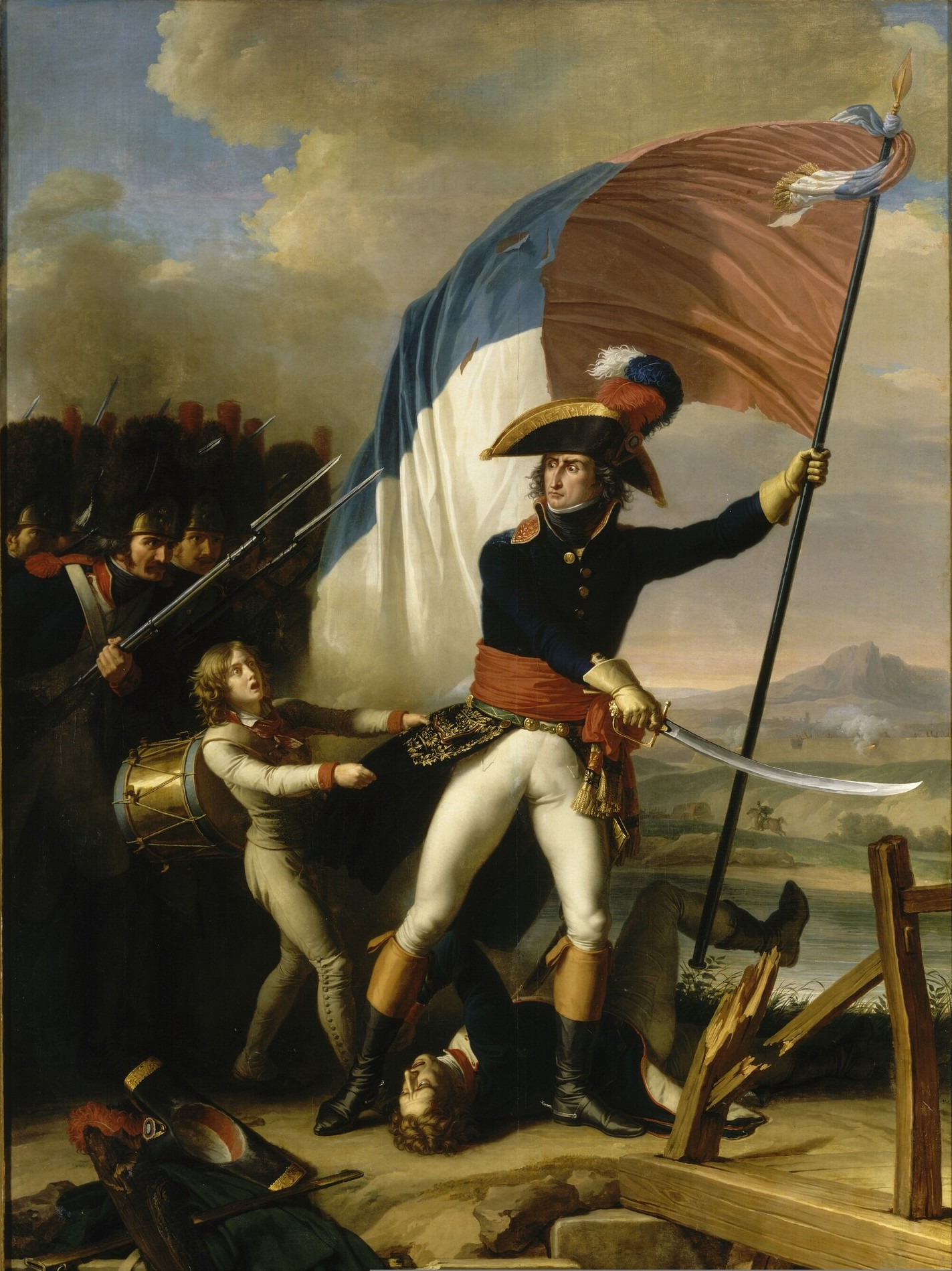
15 novembre : Augereau au pont d’Arcole, toile de Charles Thévenin, 1798.

- 4 novembre : le traité de Tripoli est signé entre les États-Unis et la régence de Tripoli à Tripoli[1].

- 15 au 17 novembre : bataille du pont d'Arcole.

- 17 novembre, Empire russe (6 novembre[2]) : mort de Catherine II de Russie ; début du règne de Paul Ier, tsar de Russie (fin en 1801)[3].
  - À l’avènement de Paul Ier, les détenus de la Chancellerie secrète sont libérés. Amnistie générale pour tous les fonctionnaires sous le coup de poursuites judiciaires. Novikov est libéré, Radichtchev rappelé d’exil. Les anciennes institutions de Livonie et d’Estonie, supprimées par Catherine II de Russie, sont rétablies[4].

- 21 novembre, Empire russe (10 novembre[2]) : révocation de la levée extraordinaire de dix recrues par mille[4], décrétée récemment par Catherine en août.

- 30 novembre, Empire russe(19 novembre[2]) :
  - Douze mille Polonais détenus à Saint-Pétersbourg depuis 1795 sont libérés[4].
  - Décret rétablissant tous les collèges supprimés par Catherine II[4].

## Naissances
- 6 novembre : Sir George Back (mort en 1878), amiral de la Royal Navy, explorateur de l'Arctique canadien et artiste.

## Décès
- 6 novembre : Catherine II, tsarine de Russie.